# Bombus sichelii
Bombus sichelii là một loài Hymenoptera trong họ Apidae. Loài này được Radoszkowski mô tả khoa học năm 1860.